# Petit Le Mans 2010

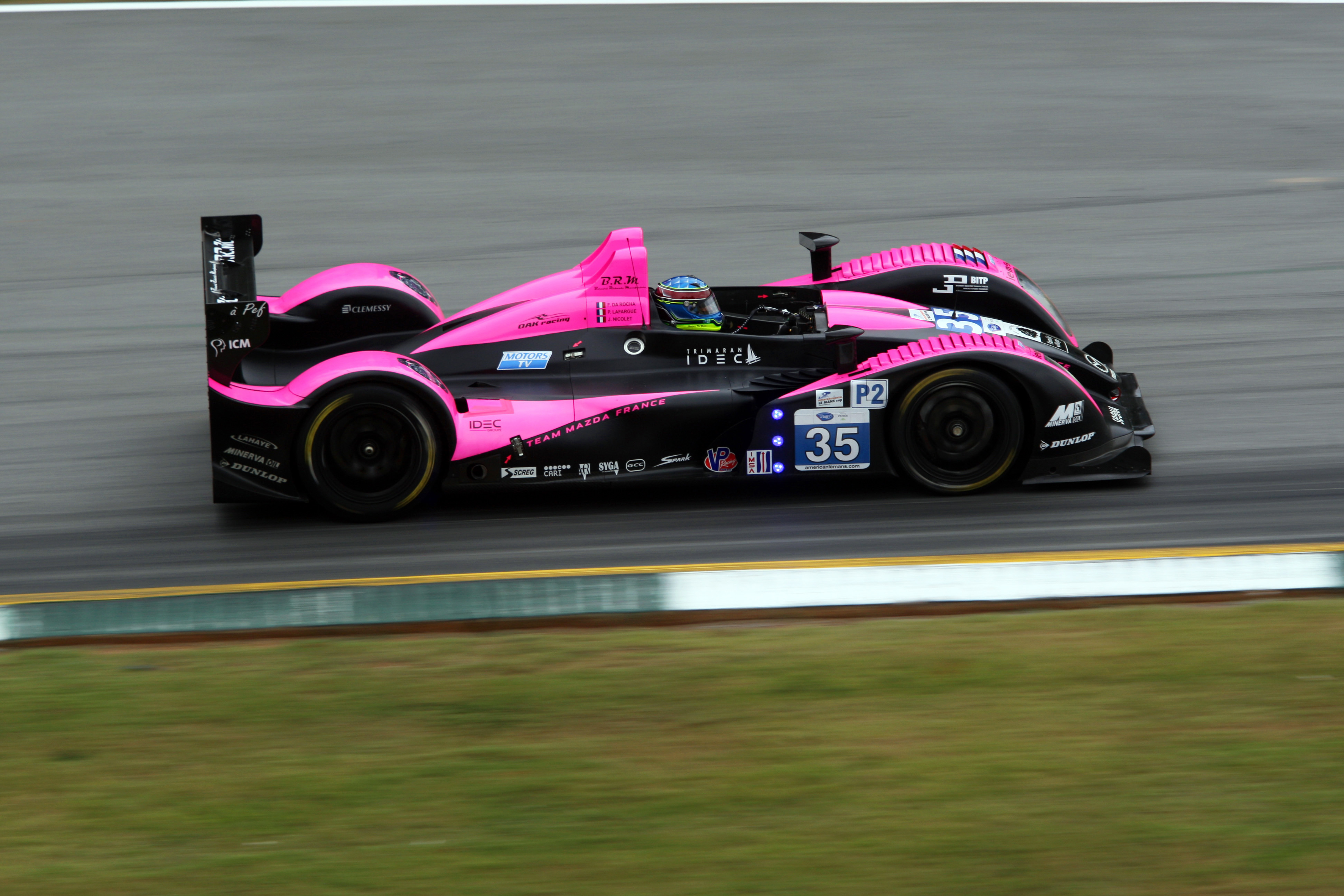
Der neuntplatzierte Pescarolo 01 Evo von Jacques Nicolet, Frédéric Da Rocha und Patrice Lafargue

Das 13. Petit Le Mans, auch 13th Annual Petit Le Mans powered by Mazda2, Road Atlanta, fand am 2. Oktober 2010 in Road Atlanta statt und war der neunte Wertungslauf der American Le Mans Series dieses Jahres.

## Das Rennen
Das Petit Le Mans war 2010 nicht nur ein Wertungslauf der American Le Mans Series, sondern auch das zweite Rennen des neu geschaffenen Intercontinental Le Mans Cups. Das erste Rennen dieser Meisterschaft war das 1000-km-Rennen von Silverstone, das mit dem Gesamtsieg von Anthony Davidson und Nicolas Minassian im Werks-Peugeot 908 HDi FAP endete. In Road Atlanta trafen zwei Werks-Peugeot auf zwei Werks-Audi R15 TDI. Die Peugeots fuhren Franck Montagny, Stéphane Sarrazin, Pedro Lamy, Marc Gené, Alexander Wurz und Anthony Davidson. Für Audi gingen Allan McNish, Rinaldo Capello, Tom Kristensen, Marcel Fässler, André Lotterer und Benoît Tréluyer an den Start.
Von Beginn an entwickelte sich ein intensiver Vierkampf zwischen den Peugeot- und Audi-Prototypen. Die ersten Rennstunden dominierten die Audis, bis der Wagen von André Lotterer nach einer Reparatur des Unterbodens zurückfiel und der zweite Audi dem hohen Tempo der Peugeots nicht mehr folgen konnte. Am Ende gab es einen Doppelsieg für das französische Rennteam.

## Ergebnisse

### Schlussklassement
| 1               | LMP1 | 08  | Team Peugeot Total                | Franck Montagny Stéphane Sarrazin Pedro Lamy         | Peugeot 908 HDi FAP      | 394 |
| 2               | LMP1 | 07  | Team Peugeot Total                | Marc Gené Alexander Wurz Anthony Davidson            | Peugeot 908 HDi FAP      | 394 |
| 3               | LMP1 | 7   | Audi Sport Team Joest             | Allan McNish Rinaldo Capello Tom Kristensen          | Audi R15 TDI             | 392 |
| 4               | LMP2 | 1   | Patrón Highcroft Racing           | Simon Pagenaud David Brabham Marino Franchitti       | HPD ARX-01c              | 383 |
| 5               | LMP1 | 37  | Intersport Racing                 | Jon Field Clint Field Ben Devlin                     | Lola B06/10              | 383 |
| 6               | LMP1 | 9   | Audi Sport Team Joest             | Marcel Fässler André Lotterer Benoît Tréluyer        | Audi R15 TDI             | 377 |
| 7               | LMP2 | 6   | Muscle Milk Team CytoSport        | Klaus Graf Sascha Maassen Lucas Luhr                 | Porsche RS Spyder        | 372 |
| 8               | LMP1 | 8   | Drayson Racing                    | Jonny Cocker Paul Drayson                            | Lola B09/60              | 369 |
| 9               | LMP2 | 35  | OAK Racing                        | Jacques Nicolet Frédéric Da Rocha Patrice Lafargue   | Pescarolo 01 Evo         | 359 |
| 10              | GT2  | 4   | Corvette Racing                   | Jan Magnussen Oliver Gavin Emmanuel Collard          | Chevrolet Corvette ZR1   | 355 |
| 11              | GT2  | 01  | Extreme Speed Motorsports         | Scott Sharp Johannes van Overbeek Dominik Farnbacher | Ferrari F430 GTC         | 355 |
| 12              | GT2  | 62  | Risi Competizione                 | Toni Vilander Gianmaria Bruni                        | Ferrari F430 GTC         | 354 |
| 13              | GT2  | 92  | BMW Rahal Letterman Racing Team   | Bill Auberlen Tommy Milner Dirk Werner               | BMW M3 GT2               | 354 |
| 14              | GT2  | 45  | Flying Lizard Motorsports         | Patrick Long Jörg Bergmeister Marc Lieb              | Porsche 997 GT3 RSR      | 354 |
| 15              | GT2  | 3   | Corvette Racing                   | Olivier Beretta Johnny O’Connell Antonio García      | Chevrolet Corvette ZR1   | 354 |
| 16              | LMPC | 95  | Level 5 Motorsports               | Marco Werner Scott Tucker Burt Frisselle             | Oreca FLM09              | 354 |
| 17              | GT2  | 61  | Risi Competizione                 | Jaime Melo Mika Salo Giancarlo Fisichella            | Ferrari F430 GTC         | 353 |
| 18              | GTH  | 911 | Porsche Motorsports North America | Romain Dumas Timo Bernhard Mike Rockenfeller         | Porsche 997 GT3 R Hybrid | 350 |
| 19              | GT2  | 04  | Robertson Racing                  | David Murry Anthony Lazzaro Rob Bell                 | Ford GT                  | 349 |
| 20              | GT2  | 44  | Flying Lizard Motorsports         | Darren Law Seth Neiman Marco Holzer                  | Porsche 997 GT3 RSR      | 348 |
| 21              | GT2  | 17  | Team Falken Tire                  | Bryan Sellers Martin Ragginger                       | Porsche 997 GT3 RSR      | 347 |
| 22              | GTC  | 63  | TRG                               | Andy Lally Henri Richard Duncan Ende                 | Porsche 997 GT3 Cup      | 337 |
| 23              | GTC  | 54  | Black Swan Racing                 | Jeroen Bleekemolen Sebastiaan Bleekemolen Tim Pappas | Porsche 997 GT3 Cup      | 337 |
| 24              | LMPC | 89  | Intersport Racing                 | Kyle Marcelli David Ducote Chapman Ducote            | Oreca FLM09              | 336 |
| 25              | GTC  | 77  | Magnus Racing                     | Andrew Davis John Potter Ryan Eversley               | Porsche 997 GT3 Cup      | 332 |
| 26              | GTC  | 88  | Velox Motorsports                 | Shane Lewis Lawson Aschenbach Jerry Vento            | Porsche 997 GT3 Cup      | 330 |
| 27              | GT2  | 02  | Extreme Speed Motorsports         | Ed Brown João Barbosa Guy Cosmo                      | Ferrari F430 GTC         | 329 |
| 28              | GTC  | 28  | 911 Design                        | Dough Baron René Villeneuve Loren Beggs              | Porsche 997 GT3 Cup      | 325 |
| 29              | GTC  | 69  | Werks II Racing                   | Robert Rodriguez Galen Bieker Kris Wilson            | Porsche 997 GT3 Cup      | 324 |
| 30              | GT2  | 40  | Robertson Racing                  | Craig Stanton Andrea Robertson David Robertson       | Ford GT-R                | 315 |
| 31              | GT2  | 90  | BMW Rahal Letterman Racing Team   | Dirk Müller Joey Hand Andy Priaulx                   | BMW M3 GT2               | 315 |
| 32              | LMPC | 52  | PR1 Mathiasen Motorsports         | Ricardo González Ryan Lewis Luis Díaz                | Oreca FLM09              | 311 |
| 33              | GTC  | 23  | Alex Job Racing                   | Bill Sweedler Romeo Kapudija Jan-Dirk Lueders        | Porsche 997 GT3 Cup      | 310 |
| 34              | LMPC | 55  | Level 5 Motorsports               | Scott Tucker Christophe Bouchut Mark Wilkins         | Oreca FLM09              | 310 |
| 35              | LMPC | 36  | Genoa Racing                      | Frankie Montecalvo Alex Figge Eric Lux               | Oreca FLM09              | 307 |
| 36              | LMPC | 99  | Green Earth Team Gunnar           | Gunnar Jeannette Elton Julian Christian Zugel        | Oreca FLM09              | 287 |
| Ausgefallen     |      |     |                                   |                                                      |                          |     |
| 37              | LMP2 | 16  | Dyson Racing Team                 | Chris Dyson Andrew Meyrick Guy Smith                 | Lola B09/86              | 192 |
| 38              | LMP1 | 12  | Autocon Motorsports               | Chris McMurry Bryan Willman Tony Burgess             | Lola B06/10              | 157 |
| 39              | GT2  | 75  | Jaguar RSR                        | Marc Goossens Ryan Dalziel Paul Gentilozzi           | Jaguar XKRS              | 82  |
| 40              | GT2  | 33  | Jaguar RSR                        | Butch Leitzinger Tomy Drissi Andy Wallace            | Jaguar XKRS              | 16  |
| 41              | LMP2 | 5   | Libra Racing                      | Andrew Prendeville Peter Dempsey Harri Toivonen      | Radical SR9              | 6   |
| Nicht gestartet |      |     |                                   |                                                      |                          |     |
| 42              | GT2  | 10  | ACS Express Racing                | Brandon Davis Boris Said III Townsend Bell           | Ford GT                  | 1   |
| 43              | GTC  | 48  | Paul Miller Racing                | Bryce Miller Luke Hines Pierre Ehret                 | Porsche 997 GT3 Cup      | 2   |
| 44              | LMPC | 73  | Intersport Racing                 | Antonio Downs Lucas Downs Matt Downs                 | Oreca FLM09              | 3   |
| 45              | LMP1 | 7T  | Audi Sport Team Joest             | Allan McNish Rinaldo Capello Tom Kristensen          | Audi R15 TDI             | 4   |
| 46              | LMP1 | 7A  | Audi Sport Team Joest             | Allan McNish Rinaldo Capello Tom Kristensen          | Audi R15 TDI             | 5   |
| 47              | GT2  | 50  | Panoz Team                        | Ian James Benjamin Leuenberger                       | Panoz Abruzzi            | 6   |

1 nicht gestartet
2 nicht gestartet
3 nicht gestartet
4 Trainingswagen
5 Testwagen
6 nicht trainiert

### Nur in der Meldeliste
Hier finden sich Teams, Fahrer und Fahrzeuge, die ursprünglich für das Rennen gemeldet waren, aber aus den unterschiedlichsten Gründen daran nicht teilnahmen.
| Pos. | Klasse | Nr. | Team              | Fahrer        | Chassis     |
| ---- | ------ | --- | ----------------- | ------------- | ----------- |
| 48   | GT1    | 66  | Atlas eFX-Team FS | Carlo van Dam | Saleen S7-R |

### Klassensieger
| Klasse | Fahrer          | Fahrer            | Fahrer            | Fahrzeug                 | Platzierung im Gesamtklassement |
| ------ | --------------- | ----------------- | ----------------- | ------------------------ | ------------------------------- |
| LMP1   | Franck Montagny | Stéphane Sarrazin | Pedro Lamy        | Peugeot 908 HDi FAP      | Gesamtsieg                      |
| LMP2   | Simon Pagenaud  | David Brabham     | Marino Franchitti | HPD ARX-01c              | Rang 4                          |
| LMPC   | Marco Werner    | Scott Tucker      | Burt Frisselle    | Oreca FLM09              | Rang 16                         |
| GT2    | Jan Magnussen   | Oliver Gavin      | Emmanuel Collard  | Chevrolet Corvette ZR1   | Rang 10                         |
| GTC    | Andy Lally      | Henri Richard     | Duncan Ende       | Porsche 997 GT3 Cup      | Rang 22                         |
| GTH    | Romain Dumas    | Timo Bernhard     | Mike Rockenfeller | Porsche 997 GT3 R Hybrid | Rang 18                         |

### Renndaten
- Gemeldet: 48
- Gestartet: 41
- Gewertet: 36
- Rennklassen: 6
- Zuschauer: unbekannt
- Wetter am Renntag: unbekannt
- Streckenlänge: 4,088 km
- Fahrzeit des Siegerteams: 9:10:43,451 Stunden
- Gesamtrunden des Siegerteams: 394
- Gesamtdistanz des Siegerteams: 1610,567 km
- Siegerschnitt: 175,467 km/h
- Pole Position: Anthony Davidson – Peugeot 908 HDi FAP (#07) – 1:07,187 = 219,029 km/h
- Schnellste Rennrunde: Franck Montagny – Peugeot 908 HDi FAP (#08) – 1:07,948 = 219,574 km/h
- Rennserie: 9. Lauf der ALMS-Saison 2010
- Rennserie: 2. Lauf zum Intercontinental Le Mans Cup 2010